# عملية سطحية

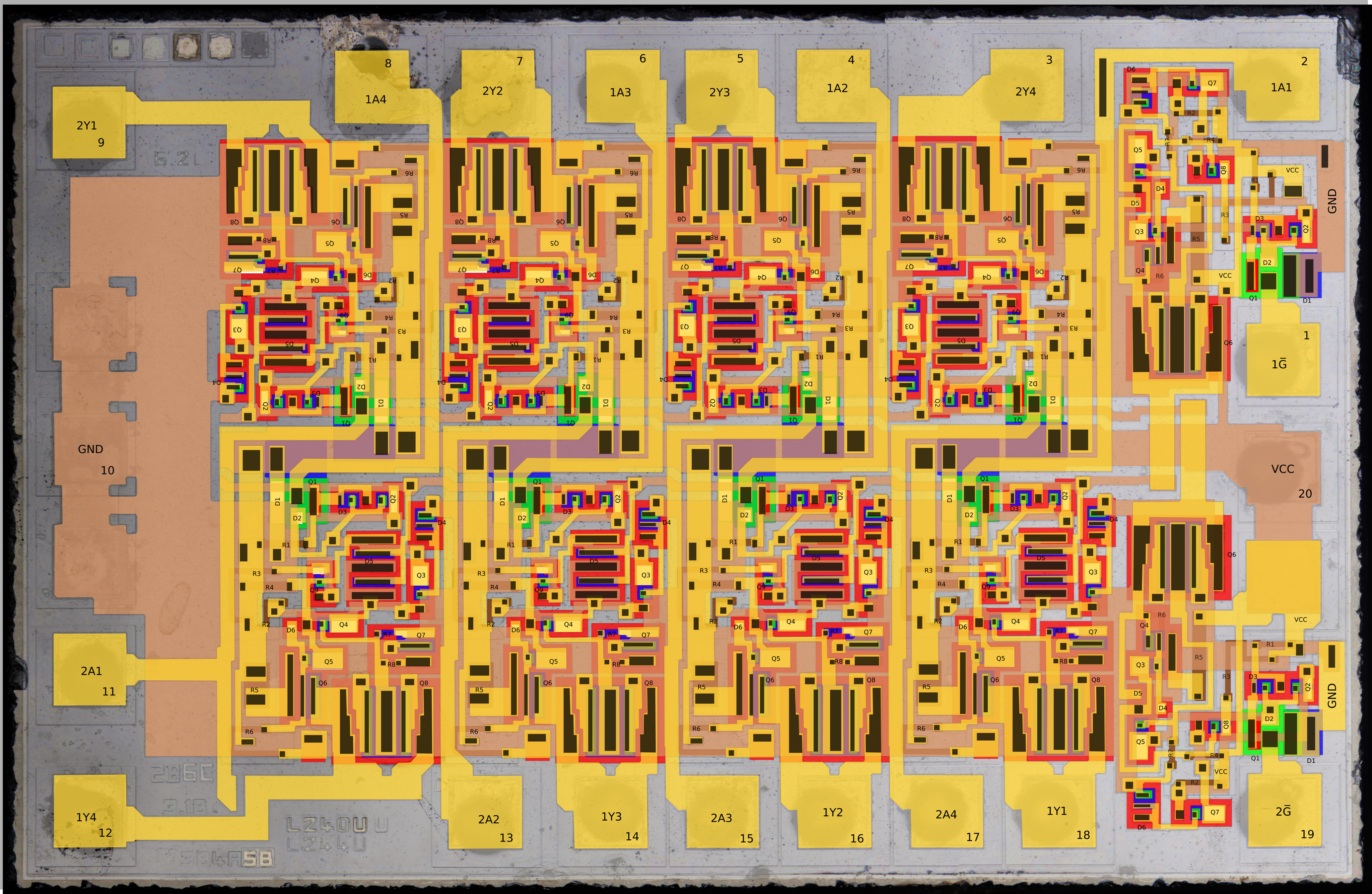
تصنيع اشباه الموصلات بالعملية السطحية

العملية السطحية (أو التقنية السطحية) (ملاحظة 1) هي عملية في صناعة أشباه الموصلات من أجل بناء وتجميع مكونات الترانزستورات وربطها مع بعض لتصنيع الدارات المتكاملة.
قام جان هورني بتطوير هذه العملية في مختبرات شركة فيرتشايلد لأشباه الموصلات سنة 1959، وذلك بعد قيام محمد محمد عطا الله وداون كانغ بتطوير تقانتي تخميل السطح والأكسدة الحرارية.